# Brett MacLean
Pour les articles homonymes, voir MacLean.
Ne doit pas être confondu avec Brett McLean.
Brett MacLean (né le 24 décembre 1988 à London, dans la province de l'Ontario au Canada) est un joueur professionnel canadien de hockey sur glace.

## Carrière de joueur
Il participe avec l'équipe LHO au Défi ADT Canada-Russie en 2007.
Le 10 octobre 2012, il annonce qu’il doit mettre fin à sa carrière à cause d’un problème cardiaque

## Trophées et honneurs personnels
Ligue américaine de hockey
- 2011 : sélectionné pour le Match des étoiles avec l'association de l'Ouest.

## Statistiques de carrière
| Saison    | Équipe                 | Ligue |    | Saison régulière | Saison régulière | Saison régulière | Saison régulière | Saison régulière |   | Séries éliminatoires | Séries éliminatoires | Séries éliminatoires | Séries éliminatoires | Séries éliminatoires |
| Saison    | Équipe                 | Ligue | PJ | B                | A                | Pts              | Pun              | PJ               | B | A                    | Pts                  | Pun                  |                      |                      |
| 2004-2005 | Otters d'Érié          | LHO   | 68 | 7                | 16               | 23               | 31               | 6                | 1 | 1                    | 2                    | 6                    |                      |                      |
| 2005-2006 | Otters d'Érié          | LHO   | 13 | 3                | 5                | 8                | 6                | -                | - | -                    | -                    | -                    |                      |                      |
| 2005-2006 | Generals d'Oshawa      | LHO   | 35 | 13               | 25               | 38               | 29               | -                | - | -                    | -                    | -                    |                      |                      |
| 2006-2007 | Generals d'Oshawa      | LHO   | 68 | 47               | 53               | 100              | 43               | 7                | 6 | 9                    | 15                   | 9                    |                      |                      |
| 2007-2008 | Generals d'Oshawa      | LHO   | 61 | 61               | 58               | 119              | 42               | 15               | 5 | 11                   | 16                   | 12                   |                      |                      |
| 2008-2009 | Rampage de San Antonio | LAH   | 74 | 21               | 19               | 40               | 33               | -                | - | -                    | -                    | -                    |                      |                      |
| 2009-2010 | Rampage de San Antonio | LAH   | 76 | 30               | 35               | 65               | 43               | -                | - | -                    | -                    | -                    |                      |                      |
| 2010-2011 | Rampage de San Antonio | LAH   | 51 | 23               | 27               | 50               | 28               | -                | - | -                    | -                    | -                    |                      |                      |
| 2010-2011 | Coyotes de Phoenix     | LNH   | 13 | 2                | 1                | 3                | 2                | -                | - | -                    | -                    | -                    |                      |                      |
| 2011-2012 | Pirates de Portland    | LAH   | 63 | 25               | 23               | 48               | 45               | -                | - | -                    | -                    | -                    |                      |                      |
| 2011-2012 | Jets de Winnipeg       | LNH   | 5  | 0                | 2                | 2                | 2                | -                | - | -                    | -                    | -                    |                      |                      |